# Alpha-Cadinol
α-Cadinol o 10α-hydroxy-4-cadinene es un compuesto orgánico, un sesquiterpenoide de alcohol.

## Presencia natural
Este compuesto se encuentra en aceites esenciales y extractos de muchas plantas, tales como:
- Agrotaxis selaginoides,
- Tabernaemontana catharinensis[4]
- Litsea acutivena (7.7%),[5]
- Salvia aratocensis (20%),[6]
- Protium giganteum (7%),[7]
- Uvaria ovata root bark (13–24%),[8]
- Plinia trunciflora (19%)[9]
- Tanacetum sonbolii (35%)[10]
- Schisandra chinensis berries (5%),[11]
- Melia azedarach (11%),[12]
- Neolitsea parvigemma (10%),[13]
- Tetradenia riparia (8%)[14]

## Actividad biológica
α-Cadinol se dice que actúa como antifúngica y como hepatoprotector, y fue propuesto como un posible remedio para la resistencia a los medicamentos de la tuberculosis.